# João Barbosa
João Barbosa, född den 11 mars 1975 i Porto är en portugisisk racerförare.